# San Antonio Spurs 2005-2006
La stagione 2005-06 dei San Antonio Spurs fu la 30ª nella NBA per la franchigia.
I San Antonio Spurs vinsero la Southwest Division della Western Conference con un record di 63-19. Nei play-off vinsero il primo turno con i Sacramento Kings (4-2), perdendo poi la semifinale di conference con i Dallas Mavericks (4-3).

## Classifica
Southwest Division
|  |    |                       | G  | V  | P  | %    | GB |
|  | -- | --------------------- | -- | -- | -- | ---- | -- |
|  | 1. | San Antonio Spurs (1) | 82 | 63 | 19 | 76,8 | -  |
|  | 2. | Dallas Mavericks (4)  | 82 | 60 | 22 | 73,2 | 3  |
|  | 3. | Memphis Grizzlies (5) | 82 | 49 | 33 | 59,8 | 14 |
|  | 4. | N.O. Hornets          | 82 | 38 | 44 | 46,3 | 25 |
|  | 5. | Houston Rockets       | 82 | 34 | 48 | 41,5 | 35 |

## Roster
| N° | Naz.                     | Ruolo | Sportivo            | Anno | Alt. | Peso |
| -- | ------------------------ | ----- | ------------------- | ---- | ---- | ---- |
| 2  | Stati Uniti (bandiera)   | C     | Nazr Mohammed       | 1977 | 208  | 100  |
| 4  | Stati Uniti (bandiera)   | GA    | Michael Finley      | 1973 | 201  | 98   |
| 5  | Stati Uniti (bandiera)   | A     | Robert Horry        | 1970 | 206  | 100  |
| 7  | Argentina (bandiera)     | A     | Fabricio Oberto     | 1975 | 208  | 111  |
| 8  | Slovenia (bandiera)      | C     | Radoslav Nesterovič | 1975 | 213  | 112  |
| 9  | Francia (bandiera)       | G     | Tony Parker         | 1982 | 188  | 82   |
| 12 | Stati Uniti (bandiera)   | A     | Bruce Bowen         | 1971 | 201  | 84   |
| 14 | Slovenia (bandiera)      | G     | Beno Udrih          | 1982 | 191  | 93   |
| 17 | Stati Uniti (bandiera)   | G     | Brent Barry         | 1971 | 198  | 84   |
| 20 | Argentina (bandiera)     | G     | Emanuel Ginóbili    | 1977 | 198  | 95   |
| 21 | Stati Uniti (bandiera)   | AC    | Tim Duncan          | 1976 | 211  | 112  |
| 25 | Stati Uniti (bandiera)   | G     | Alex Scales         | 1978 | 193  | 84   |
| 31 | Stati Uniti (bandiera)   | G     | Nick Van Exel       | 1971 | 185  | 77   |
| 34 | Stati Uniti (bandiera)   | GA    | Melvin Sanders      | 1981 | 196  | 95   |
| 40 | Nuova Zelanda (bandiera) | AC    | Sean Marks          | 1975 | 208  | 113  |

## Staff tecnico
- Allenatore: Gregg Popovich
- Vice-allenatori: Mike Budenholzer, Brett Brown, P.J. Carlesimo, Chip Engelland, Don Newman